# Richard Gunn (színművész)
Richard Gunn (Thousand Oaks, 1975. május 23. –) amerikai színész.
Leginkább Calvin „Sketchy” Theodore szerepében ismert a Sötét angyal (2000–2002) című sorozatból. 2015-ben a Netflix Hemlock Grove című sorozatának utolsó évadjában tűnt fel.

## Fiatalkora
A kaliforniai Thousand Oaks-ban született és nevelkedett, 13 éves korában családjával Palm Springsbe költöztek. Pár évvel később visszatért szülővárosába és középfokú tanulmányait a Thousand Oaks High School tanintézményben végezte el. 
1997-ben szerzett diplomát a University of California, Santa Cruz hallgatójaként, ezt követően színészi karrierje érdekében Los Angelesbe költözött.

## Pályafutása
Két évadon át alakította Calvin „Sketchy” Theodore-t a Fox Sötét angyal című sci-fi sorozatában. 2015-ben csatlakozott a Granite Flats szereplőgárdájához, a drámasorozat három évadot ért meg. Szintén 2015-ben Charlize Theron, Chloë Grace Moretz és Nicholas Hoult partnere volt a Sötét helyek című misztikus filmben.

## Magánélete
Jenna Mattison amerikai színésznő, forgatókönyvíró és producer házastársa. Egy 2022-ben készült interjú szerint Los Angelesben élnek.

## Filmográfia

### Film
| Év   | Magyar cím            | Eredeti cím             | Szerep                                 |
| ---- | --------------------- | ----------------------- | -------------------------------------- |
| 2000 |                       | Unspeakable             | Jixer                                  |
| 2005 | A harmadik kívánság   | The Third Wish          | Heckler                                |
| 2006 | Családi űrutazás      | The Astronaut Farmer    | tánc vezetője                          |
| 2008 |                       | Garden Party            | Todd                                   |
| 2009 |                       | World Full of Nothing   | Rupert Michaels                        |
| 2010 | Testi-lelki jóbarátok | Framily                 | Ethan                                  |
| 2011 |                       | Fugue                   | Howard James                           |
| 2012 |                       | For the Love of Money   | Vince                                  |
| 2013 |                       | Treachery               | Robert                                 |
| 2014 |                       | Hidden in the Woods     | Hooper rendőrtiszt                     |
| 2015 |                       | Sympathy Said the Shark | Slate                                  |
| 2015 | Sötét helyek          | Dark Places             | Lou Cates                              |
| 2015 |                       | Gridlocked              | Maddox                                 |
| 2017 |                       | The Sound               | Ethan                                  |
| 2019 |                       | Clemency                | Thomas Morgan helyettes börtönigazgató |
| 2020 |                       | Killer Weekend          | Bryce nyomozó                          |
| 2023 | Szupercella           | Supercell               | Bill Brody                             |

Rövidfilmek
| Év   | Cím                     | Szerep        |
| ---- | ----------------------- | ------------- |
| 1998 | The Fire Inside         | Jack          |
| 1999 | James                   | James         |
| 2005 | Reunion                 | John Roberts  |
| 2005 | Yes, And...             | Boy           |
| 2006 | House of the Rising Sun | Jake Trilleau |

### Televízió
| Év        | Magyar cím                     | Eredeti cím                    | Szerep                    | Megjegyzések                               |
| --------- | ------------------------------ | ------------------------------ | ------------------------- | ------------------------------------------ |
| 2001      | A Bermuda-háromszög kalandorai | Lost Voyage                    | Randall Banks             | - tévéfilm - magyar hangja: - László Zsolt |
| 2001–2002 | Sötét angyal                   | Dark Angel                     | Calvin „Sketchy” Theodore | 42 epizód                                  |
| 2003      |                                | The Partners                   | Jones hadnagy             | próbaepizód                                |
| 2006      | Dexter                         | Dexter                         | Sean                      | 1 epizód                                   |
| 2010      | CSI: A helyszínelők            | CSI: Crime Scene Investigation | Cody Trimble              | 1 epizód                                   |
| 2011      | A mentalista                   | The Mentalist                  | Barlow Flemming           | 1 epizód                                   |
| 2013–2015 |                                | Granite Flats                  | John Sanders rendőrfőnök  | 24 epizód                                  |
| 2015      | Hemlock Grove                  | Hemlock Grove                  | Aitor Quantic             | 8 epizód                                   |
| 2019      | Amerikai Horror Story: 1984    | American Horror Story: 1984    | helyettes rendőrfőnök     | 1 epizód                                   |

## Fordítás
- Ez a szócikk részben vagy egészben  a   Richard Gunn (actor) című angol Wikipédia-szócikk ezen változatának fordításán alapul.  Az eredeti cikk szerkesztőit annak laptörténete sorolja fel. Ez a jelzés csupán a megfogalmazás eredetét és a szerzői jogokat jelzi, nem szolgál a cikkben szereplő információk forrásmegjelöléseként.